# Ohrenbär

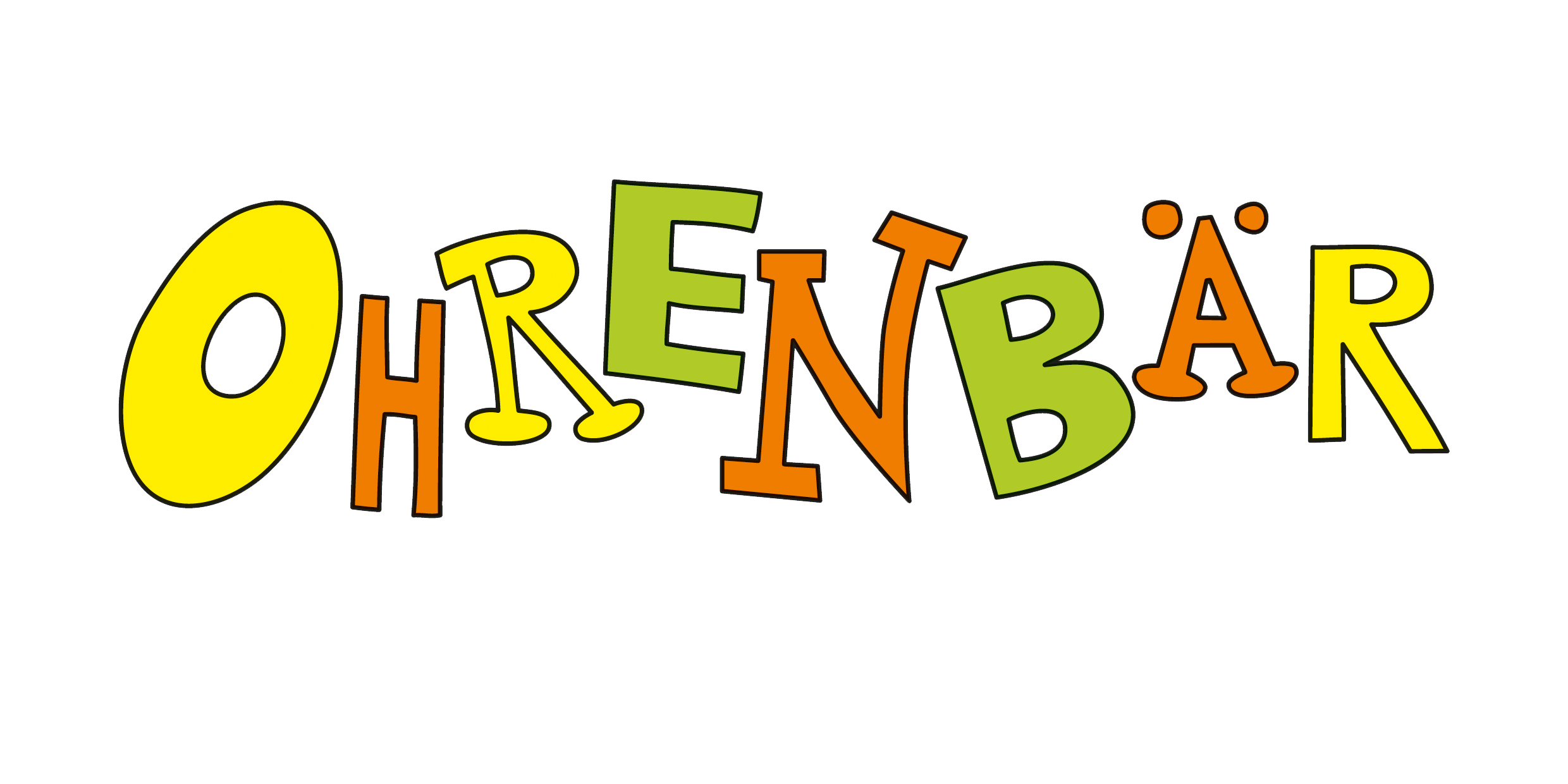
Ohrenbär-Schriftzug seit 2020

Ohrenbär – Hörgeschichten für Kinder (bis Ende 2020: Ohrenbär – Radiogeschichten für kleine Leute) ist eine literarische Hörfunksendung vom Rundfunk Berlin-Brandenburg (rbb). Beworben wird der Titel u. a. im Logo in der Schreibweise „OHRENBÄR“.
Das Programm richtet sich an Kinder zwischen vier und acht Jahren. Die Geschichten behandeln Alltägliches, aber auch phantastische, skurrile, ernste oder lustige Themen.
Die Sendung gibt es als Podcast und im Radio auf Radio 3.
Neben der Sendung veranstaltet die Redaktion regelmäßig Lesungen, Bühnenfeste und Workshops zur kreativen Medienerziehung.

## Produktion
Die Geschichten werden von verschiedenen Autoren eigens für die Sendereihe geschrieben und von Schauspielern gelesen. Für ausgewählte neu produzierte Geschichten erstellen jährlich wechselnde Illustratoren Beitragsbilder. Dazu gehören Jens Rassmus und Nina Dulleck.

## Ablauf
Die Sendung beginnt mit dem Peter-Motiv aus dem musikalischen Märchen Peter und der Wolf von Sergei Prokofjew. Die Version ist eine Klavier-Komposition von Kevin Castens.
Eine Kinderstimme kündigt die Sendung an mit den Worten „Ohrenbär – Hörgeschichten für Kinder“ und beendet die Folge mit den Worten „Ohrenbär – Hörgeschichten für Kinder. In Radio und Podcast.“
Eine Geschichte umfasst zwischen einer und sieben Folgen von jeweils zehn Minuten. Die meisten Geschichten werden als Fortsetzungsgeschichten in mehreren Teilen erzählt, die sich über eine Woche entwickeln. Jede Folge ist jedoch relativ in sich abgeschlossen. Die einzelnen Geschichten sind dabei so geschrieben, dass die Lesung des reinen Textes genau acht Minuten umfasst.

## Verbreitung
Die Sendung ist als Podcast verfügbar auf der Ohrenbär-Website, als RSS-Feed, in der ARD Audiothek, bei iTunes und Spotify.
Ausgewählte Folgen gibt es bei den Streamingdiensten kixi, hearooz, Deezer und anderen oder als kostenpflichtigen Download im rbb Shop und bei Audible. CDs sind im Handel erhältlich, die bei Jumbo und cbj Audio erscheinen.
Im Radio werden alle Folgen der laufenden Woche als „Komplettgeschichten“ sonntags und feiertags von 7 Uhr bis 8 Uhr auf Radio 3 gesendet.

## Tonträger und Bücher
In Zusammenarbeit mit der Deutschen Grammophon sind von 1998 bis 2003 mehr als 35 Tonträger mit Geschichten aus den Ohrenbär-Sendungen erschienen. Nach 2003 wurden in loser Folge Erzählungen von den Hörbuchverlagen DAV und edelkids veröffentlicht. Anschließend erschienen Geschichten bei JUMBO und cbj Audio.
Im Ellermann Verlag erschien 2008 das Vorlesebuch „Ohrenbär – Die schönsten Geschichten zum Vorlesen“ und 2010 „Ohrenbär – Die schönsten Weihnachtsgeschichten zum Vorlesen“. Vielfach veröffentlichen Autorinnen und Autoren ihre Ohrenbär-Geschichten nach der Erstausstrahlung auch in Buchform.

## Geschichte
Die erste Ohrenbär-Sendung wurde am 1. Oktober 1987 vom Sender Freies Berlin (SFB) ausgestrahlt. Die Reihe startete unter dem Namen „Ohrenbär - Radiogeschichten für kleine Leute“ und wurde als allabendliche Gutenachtgeschichte für Kinder gesendet. Die erste Geschichte der Reihe trug ebenfalls den Namen „Ohrenbär?“. Sie wurde von Ludwig Harig geschrieben und von Peter Matič gelesen. Am Ende der Sendung sagte eine Kinderstimme: „Der Ohrenbär, der geht jetzt schlafen. Aber morgen ist er wieder da, mit neuen Radiogeschichten für kleine Leute. Gute Nacht für heute.“
1997 erhielt die Redaktion den „AusLese“-Jahrespreis sowie den Monatspreis Oktober von der Stiftung Lesen.
2002 erhielt die Sendung eine eigene Webseite und ein neues Logo. Das Logo entstand im Rahmen eines Malwettbewerbs „Ohrenbär bekommt ein Gesicht!“ und zeigte erstmals den Ohrenbär mit Radio in der Hängematte in Form einer Mondsichel.
Ab 2005 war das Begleitspiel „Ohrenbär & Krähe“ mit Sprüchen, Witzen, Rätseln und Reimen mit den Stimmen von Klaus-Peter Grap und Ilka Teichmüller vor jeder Geschichte zu hören. Im April 2020 wurde es wieder eingestellt. In dieser Zeit zeigte das Logo neben dem Ohrenbär auch die Krähe in der Hängematte.
Seit April 2014 gibt es die Sendung als Podcast im Feed und auf der Webseite und ist somit jederzeit und nicht nur abends zu hören. 2017 startete die ARD Audiothek und nahm die Sendung in ihr Repertoire auf.
Im Zuge des ersten Lockdowns der Covid-19-Pandemie im März 2020 kam zu den zehnminütigen Folgen auch eine Langspielversion mit den „Kompletten Hörgeschichten“ der Woche.
2020 erhielt die Sendung ein überarbeitetes Logo und wurde in „Ohrenbär – Hörgeschichten für Kinder“ umbenannt, um auch die digitalen Angebote darzustellen. Neben dem Radio sind im Logo auch ein Tablet, eine Bluetooth-Box und Kopfhörer zu sehen. Auch der Verabschiedungssatz wurde geändert. Darüber hinaus erhielt die Sendung erstmals neben der klassischen Ausstrahlung als zehnminütige Folge im Abendprogramm auch einen einstündigen Sendeplatz im Morgenprogramm von radio3 (ehemals rbbKultur) mit den „Kompletten Hörgeschichten“.
Der rbb wie auch ver.di verkündeten in Pressemitteilungen vom 4. April 2025, dass als Folge von anstehenden Sparmaßnahmen der Ohrenbär eingestellt werden sollte, doch am 3. Juni 2025 gab der rbb wiederum bekannt, dass der Sender sich nach einem „internen Partizipationsverfahren zu seinem umfassenden Konsolidierungsprozess“ entschieden hat, den Ohrenbär nun doch zu erhalten.

### Koproduzierende Sender
Produzierender Sender war von Beginn bis 2003 der SFB. Seit dem Verbund von SFB und dem Ostdeutschen Rundfunk Brandenburg (ORB) am 1. Mai 2003 ist der rbb der produzierende Sender. Zur Erhöhung der Reichweite und Senkung der Produktionskosten wurden seit 1989 Kooperationen mit anderen ARD-Hörfunksendern angestrebt. Die Anzahl der Partner schwankte.
Die langjährigsten Kooperationspartner sind der Westdeutsche Rundfunk Köln (WDR) und der NDR. Der WDR koproduzierte 30 Jahre lang von 1989 bis 2019. Der NDR koproduzierte von 1993 bis 2024. Das später im Mitteldeutschen Rundfunk (MDR) aufgehende Sachsen Radio koproduzierte im Jahr 1991. Der MDR beteiligte sich anschließend noch bis 1996.
Die nachfolgend noch einmal tabellarisch aufgeführten Sender strahlten die jeweiligen Ohrenbär-Folgen meist nur um wenige Minuten versetzt aus.
- 1987–1988: SFB
- 1989–1990: SFB, WDR
- 1991–1992: SFB, WDR, Sachsen Radio (ab 1992 MDR)
- 1993–1996: SFB, WDR, MDR, NDR
- 1997–2019: SFB (ab 2003 RBB), WDR, NDR
- 2019–2024: RBB, NDR
- ab 2025: RBB

### Ausstrahlung
Der SFB bzw. rbb strahlte die Sendung bis 2020 auf der seit Sendebeginn angestammten Berliner UKW-Hörfunkfrequenz 88,8 aus (zuerst auf SFB 1, danach auf Radio Berlin 88,8 bzw. rbb 88.8). Am 3. Januar 2021 bekam Ohrenbär einen Sendeplatz auf Radio 3 (damals rbbKultur).
Der WDR strahlte Ohrenbär von 1989 bis 2003 im Musikprogramm des Schlagerradios WDR 4 aus, von 2004 bis 2019 im Rahmen der Sendung „Bärenbude“ auf WDR 5. Am 30. November 2019 beendete der WDR die Ausstrahlung.
Der NDR sendete die Reihe seit 1993 auf NDR 4 bzw. NDR Info. Am 1. Januar 2021 verschob der NDR die Ausstrahlung vom über UKW empfangbaren Sender NDR Info zu dem über Satellit empfangbaren Sender bzw. der DAB-Welle NDR Info Spezial. Zum 1. Januar 2025 beendete der NDR die Koproduktion und somit die Ausstrahlung der Reihe.

## Medienerziehung und Veranstaltungen
Unter dem Motto „Ohrenbär unterwegs“ werden regelmäßig an verschiedenen Orten Lesungen von Ohrenbär-Geschichten veranstaltet. Eingeladen sind dabei Autoren und Autorinnen, die die Geschichten geschrieben, oder Schauspieler und Schauspielerinnen, die sie eingesprochen haben. Die etwa einstündigen Lesungen werden von Livemusik musikalisch untermalt.
„Ohrenbär und mehr“ ist eine Veranstaltungsreihe zur kreativen Medienerziehung von Kindern im Grundschulalter. In 90-minütigen Workshops hören die Kinder eine Geschichte, tauschen sich darüber aus und setzen sie gestalterisch um. Die Themen sind analog zum Programm vielfältig. Die Workshopreihe ist ein Kooperationsprojekt mit wechselnden kulturellen Einrichtungen, die als Gastgeber auftreten. Die Kosten werden vom Sender und dem Partner geteilt.
Seit 2003 veranstaltet die Redaktion einen Schreibwettbewerb für Kinder aus deutschsprachigen Grundschulen. Auch internationale deutschsprachige Schulklassen reichen ihre gemeinsam geschriebenen Geschichten beim Wettbewerb ein.
2001 rief die Redaktion zum ersten Mal zur Teilnahme an einem Malwettbewerb auf. Der erste Wettbewerb hatte das Thema „Ohrenbär bekommt ein Gesicht“ und prägte das Logo mit Ohrenbär in einer Hängematte. Die Malwettbewerbe wurden bis zur Covid-19-Pandemie 2020 jährlich veranstaltet.
Das 20. und 25. Jubiläum wurden jeweils mit einem Kinderfest in Berlin gefeiert.
Das große Ohrenbär-Fest wird seit 2014 gefeiert. Dabei handelt es sich um ein Bühnenfest mit Programm. Unter anderem lesen prominente Gäste Geschichten, Wettbewerbsgewinner werden gekürt und Livebands treten auf. Der 30. Geburtstag der Sendung wurde im Rahmen dieser Reihe gefeiert.

## Rezeption
Das Ziel der Sendung Ohrenbär war, für die Kinder „mal mit heiterem, mal mit nachdenklichem Grundton“ verlässlich den Tagesausklang zu markieren. So wird der Ohrenbär von vielen Hörern als Freund angesehen, auch über die Kindheit hinaus. Über ihn sagte Simon Lenartz vom Webradio „eldoradio“: „Der Ohrenbär war ein guter Freund von mir. Er hat mich mit seiner Stimme getröstet, mich mit seiner Musik sanft zugedeckt und mit seinen Geschichten ins Bett gebracht.“
Im Handbuch Medienerziehung im Kindergarten von 1994 wird die Mehrheit der Beiträge jedoch als „banal unterhaltend“ kritisiert. Sie seien „manchmal erkennbar belehrend, anstatt produktiv zu irritieren“.

## Autoren
Weit mehr als 100 Autoren haben im Lauf der Jahre einzelne oder mehrere Folgen für den Ohrenbär geschrieben – darunter auch einige, die nicht ausschließlich mit Kinder- und Jugendliteratur hervorgetreten sind.
Eine große Anzahl von mehrteiligen Folgen verfassten Renate Ahrens-Kramer, Katrin Askan, Milena Baisch, Martin Baltscheit, Herbert Beckmann, Georg K. Berres, Autorenduo Thomas Brinx und Anja Kömmerling, Martina Dierks, Gisela Degler-Rummel, Martin Ebbertz, Brigitte Endres, Monike Feth, Anja Frisch, Günther Feustel, Mario Göpfert, Ariane Grundies, Autorenduo Robert Habeck und Andrea Paluch, Annette Herzog, Hanna Johansen, Andreas Kaufmann, Kemal Kurt, Lieselotte Kinskofer, Martin Klein, Autorenduo Heidi Knetsch und Stefan Richwien, Susan Kreller, Marjaleena Lembcke, Sabine Ludwig, Joy Markert, Gudrun Mebs, Hermann Mensing, Markus Orths, Heinrich Peuckmann, Nina Petrick, Eva Polak, Katja Reider, Charlotte Richter-Peill, Hilke Rosenboom, Marie-Thérèse Schins, Hubert Schirneck, Katharina Schlender, Karla Schneider, Jens Sparschuh, Franjo Terhart, Jochen Weeber, Renate Welsh, Sigrid Zeevaert und Barbara Zoschke. Einzelne Serien schrieben unter anderem Petra A. Bauer, Gudrun Brug, Elke Hermannsdörfer, Petra Kasch und Ulrich Karger.

## Sprecher
Die Ohrenbär-Beiträge wurden und werden ausschließlich von professionellen Schauspielern oder Synchronsprechern gesprochen.
Zu ihnen gehören Antje von der Ahe, Boris Aljinovic, Carmen-Maja Antoni, Jennipher Antoni, Rufus Beck, Horst Bollmann, Heikko Deutschmann, Marion Elskis, Martin Engler, Andreas Fröhlich, Romanus Fuhrmann, Cathlen Gawlich, Martina Gedeck, Helene Grass, Mechthild Großmann, Fritzi Haberlandt, Uta Hallant, Hannelore Hoger, Nina Hoss, Lisa Hrdina, Brigitte Karner, Alexander Khuon, Imogen Kogge, Astrid Kohrs, Maren Kroymann, Dieter Landuris, Steffen Lehmann, Regina Lemnitz, Florian Lukas, Christiane Leuchtmann, Leslie Malton, Felix von Manteuffel, Matthias Matschke, Eva Mattes, Ulrich Matthes, Markus Meyer, Bernd Moss, Corinna Mühle, Ulrich Noethen, Tommi Piper, Frauke Poolman, Axel Prahl, Oliver Rohrbeck, Sophie Rois, Abak Safaei-Rad, Otto Sander, Gunter Schoß, Jörg Schüttauf, Bernhard Schütz, Sandra Schwittau, Peter Simonischek, Sabine Sinjen, Brita Sommer, Rainer Strecker, Anna Thalbach, Katharina Thalbach, Jürgen Thormann, Gerd Wameling, Jens Wawrczeck, Eva Weißenborn und Santiago Ziesmer.

## Auszeichnungen
Die Redaktion Ohrenbär wurde 1997 von der Stiftung Lesen mit dem „AusLese“-Jahrespreis sowie dem Monatspreis Oktober ausgezeichnet.